# Вилхелм фон Анхалт-Десау
Вилхелм Валдемар фон Анхалт-Десау (на немски: Wilhelm Waldemar Prinz von Anhalt-Dessau; * 29 май 1807, Десау; † 8 октомври 1864, Виена) от фамилията Аскани, е принц от Княжество Анхалт-Десау.

## Биография
Той е най-малкият син на наследствения принц Фридрих фон Анхалт-Десау (1769 – 1814) и съпругата му Амалия фон Хесен-Хомбург (1774 – 1846), дъщеря на ландграф Фридрих V фон Хесен-Хомбург и Каролина фон Хесен-Дармщат. Внук е на княз Леополд III фон Анхалт-Десау (1740 – 1817). Брат е на Леополд IV Фридрих (1794 – 1871), Георг (1796 – 1865) и Фридрих Август (1799 – 1864).
Вилхелм купува през 1832 г. „палата Бозе“ в Десау за 13 500 талера, който се преименува на „Принц-Вилхелм-Пале“. В сградата по-късно се намира херцогската библиотека.
Той се жени на 9 юли 1840 г. морганатично за Емилия Клаузнитцер (* 30/31 януари 1812, Десау; † 28 март 1888, Виена), дъщеря на Карл фон Клаузнитцер, която е издгната през 1842 г. на „фрайфрау фон Щолценберг“. Бракът е бездетен.
Под инкогнито на барон Щолценберг Вилхелм живее по-късно във Виена, където със съпругата му са в приятелския кръг на Йохан Щраус.
Вилхелм осиновява през 1855 г. графиня Хелена фон Рейна (1835 – 1860), дъщерята на брат му Георг, която става така „принцеса фон Анхалт“ и същата година на 7 август 1855 г. в Дрезден се омъжва за управляващия княз Фридрих Гюнтер фон Шварцбург-Рудолщат (1793 – 1867).
Вилхелм фон Анхалт-Десау умира на 57 години на 8 октомври 1864 г. във Виена.